# René De Vos
René De Vos (26 juli 1921 - 21 januari 2005) was een Belgisch voetballer die speelde als middenvelder. Hij voetbalde in Eerste klasse bij Beerschot VAC en speelde zes interlandwedstrijden  met het Belgisch voetbalelftal. Na zijn spelersloopbaan werd hij voetbaltrainer bij Beerschot en K. Lierse SK.

## Loopbaan

### Als speler
De Vos debuteerde in 1941 in het eerste elftal van Eersteklasser Beerschot VAC en verwierf er al snel een vaste basisplaats. Met de ploeg werd De Vos tweede in de oorlogskampioenschappen van 1942 en 1943. Na de Tweede Wereldoorlog kon Beerschot deze goede uitslagen niet meer bevestigen en werd het een middenmoter. Het was pas vanaf het begin van de jaren 1950 dat de ploeg, mede dankzij topschutter Rik Coppens terug aanknoopte met de successen. In 1953 eindigde De Vos samen met de ploeg op de derde plaats en in 1954 werd de vierde plaats behaald. De Vos bleef er spelen tot in 1955 en zette toen een punt achter zijn spelersloopbaan op het hoogste niveau. In totaal speelde hij 293 wedstrijden in Eerste klasse en scoorde hierbij 49 doelpunten.
Tussen december 1945 en mei 1946 speelde De Vos zes wedstrijden met het Belgisch voetbalelftal maar wist hierin niet te scoren.

### Als trainer
Na zijn spelersloopbaan werd De Vos voetbaltrainer. Tussen 1957 en 1960 was hij de trainer van Beerschot. Met de ploeg behaalde hij telkens de vierde plaats in de eindrangschikking van de Belgische voetbalcompetitie. In 1961 werd De Vos trainer van K. Lierse SK. Hij behaalde met de ploeg de 11de plaats in de eindrangschikking maar verliet op dat ogenblik de ploeg.